# カーロス・ニュートン
カーロス・ニュートン（Carlos Newton、1976年8月17日 - ）は、カナダの男性総合格闘家。アンギラのバレー出身。カナダオンタリオ州在住。ニュートンMMA主宰。元UFC世界ウェルター級王者。カナダ人史上初のUFC世界王者。
ニックネームは「褐色のサムライ」。ブラジリアン柔術、合気道、柔道、ムエタイなどのスタイルを取り入れた独自スタイルを持つ。

## 来歴
アンギラのバレーに生まれ、3歳で義理の父親から空手を習い始めた。10歳でカナダに移住した。ヨーク大学では老年医学を学ぶ。
1996年4月26日、総合格闘技デビュー戦となったカナダのモントリオールで行われたExtreme Fighting 2でジャン・リビエールと対戦し、疲労でギブアップ負けを喫した。
1997年10月11日、アメリカ合衆国で開催されたグラップリング大会「The Contenders」でクリス・バーンズと対戦し、腕ひしぎ十字固めで一本勝ち。
1997年11月29日、VALE TUDO JAPAN '97で初来日。修斗ライトヘビー級（-83kg）王者のエリック・パーソンと対戦し、1R41秒で腕ひしぎ十字固めで一本勝ち。
1998年3月1日、修斗で草柳和宏と対戦。序盤、アームロックでキャッチを奪われながらも、切り返して腕ひしぎ十字固めで一本勝ち。寝技の展開では目をつぶったままであったことが話題となった。
1998年5月15日、UFC初出場となったUFC 17でミドル級トーナメントに出場。1回戦のボブ・ジルストラップを三角締めで降すも、決勝でダン・ヘンダーソンに1-2の判定で敗れた。
1998年6月24日、PRIDE初出場となったPRIDE.3で桜庭和志と高度な寝技戦を展開するも、一本負けを喫した。
2001年5月4日、UFC 31のUFC世界ウェルター級タイトルマッチで王者パット・ミレティッチに挑戦し、スタンディングサイドチョーク（ブルドッグチョーク）で一本勝ちを収め王座獲得に成功した。
2001年11月2日、UFC 34のUFC世界ウェルター級タイトルマッチで挑戦者のマット・ヒューズと対戦。ヒューズに三角絞めを極めるも持ち上げられてバスターで床に落とされ失神したが、ヒューズも同時に三角絞めで落ちたためダブルKOとなり、裁定はヒューズのKO勝ちで王座陥落した。これに対してニュートン陣営は抗議するも裁定は覆らなかった。
2002年7月13日、イギリスで開催されたUFC 38のUFC世界ウェルター級タイトルマッチで王者マット・ヒューズと再戦し、パウンドでTKO負けを喫し王座獲得に失敗した。
2003年3月16日、PRIDE.25でアンデウソン・シウバに敗北。
2003年10月5日、PRIDE 武士道 -其の壱-に出場し、『日本vsグレイシー・5vs5対抗戦』に桜井"マッハ"速人の代理として出場し、先鋒戦でヘンゾ・グレイシーを判定で下した。
2006年12月29日、IFL: Championship Finalでヘンゾ・グレイシーと再戦し、判定負けを喫した。
2007年10月28日、HERO'S KOREA 2007で大山峻護と90キロ契約で対戦し、パウンドでタップアウト負け。7日前に突然オファーが来たため、全盛期とはほど遠いだぶついた肉体で出場した。
2009年3月28日、Warrior-1 MMAで1年半振りに復帰しナビル・カーティブにTKO勝ちを収めた。

## 人物・逸話
- 日本の漫画・アニメ文化にかなり詳しく、自身のファイトスタイルをドラゴンボール柔術と名乗り、試合後のパフォーマンスで「カメハメ波」を行う。
- 愛読書は宮本武蔵の「五輪書」と鳥山明の「DRAGON BALL」。
- 日本で2年間生活したことがあり[1]、日本語が堪能で、WOWOWのUFC中継では現地のリポーターとして選手にインタビューしその場で通訳したほどである。

## 戦績

### 総合格闘技
| 総合格闘技 戦績 | 総合格闘技 戦績 | 総合格闘技 戦績 | 総合格闘技 戦績 | 総合格闘技 戦績 | 総合格闘技 戦績 | 総合格闘技 戦績 |
| --------------- | --------------- | --------------- | --------------- | --------------- | --------------- | --------------- |
| 29 試合         | (T)KO           | 一本            | 判定            | その他          | 引き分け        | 無効試合        |
| 15 勝           | 2               | 9               | 4               | 0               | 0               | 0               |
| 14 敗           | 4               | 3               | 7               | 0               | 0               | 0               |

| 勝敗 | 対戦相手                 | 試合結果                             | 大会名 | 開催年月日     |
| ×    | ブライアン・エバーソール | 5分3R終了 判定0-3                    | Impact FC 1: The Uprising Brisbane                                                                                  | 2010年7月10日  |
| ○    | ショーニー・カーター     | 5分3R終了 判定3-0                    | Warrior-1 MMA: High Voltage                                                                                         | 2009年10月10日 |
| ○    | ナビル・カーティブ       | 1R 3:12 TKO（パウンド）              | Warrior-1 MMA: Inception                                                                                            | 2009年3月28日  |
| ×    | 大山峻護                 | 3R 2:42 ギブアップ（パウンド）       | HERO'S KOREA 2007                                                                                                   | 2007年10月28日 |
| ×    | マット・リンドランド     | 2R 1:43 フロントチョーク             | IFL: Houston | 2007年2月2日   |
| ×    | ヘンゾ・グレイシー       | 4分3R終了 判定1-2                    | IFL: Championship Final                                                                                             | 2006年12月29日 |
| ○    | 石澤常光                 | 1R 0:22 TKO（スタンドパンチ連打）    | HERO'S 2006 ミドル&ライトヘビー級世界最強王者決定トーナメント決勝戦 【ライトヘビー級トーナメント リザーブファイト】 | 2006年10月9日  |
| ×    | 長南亮                   | 2R（10分/5分）終了 判定0-3           | PRIDE 武士道 -其の伍-                                                                                               | 2004年10月14日 |
| ×    | 高瀬大樹                 | 2R（10分/5分）終了 判定1-2           | PRIDE 武士道 -其の参-                                                                                               | 2004年5月23日  |
| ×    | ヘナート・ヴェリッシモ   | 5分3R終了 判定0-3                    | UFC 46: Supernatural                                                                                                | 2004年1月31日  |
| ○    | ヘンゾ・グレイシー       | 2R（10分/5分）終了 判定2-1           | PRIDE 武士道 -其の壱-                                                                                               | 2003年10月5日  |
| ×    | アンデウソン・シウバ     | 1R 6:26 KO（跳び膝蹴り→パウンド）    | PRIDE.25 | 2003年3月16日  |
| ○    | ピート・スプラット       | 1R 1:45 チキンウィングアームロック   | UFC 40: Vendetta | 2002年11月22日 |
| ×    | マット・ヒューズ         | 4R 3:27 TKO（パウンド）              | UFC 38: Brawl at the Hall 【UFC世界ウェルター級タイトルマッチ】                                                     | 2002年7月13日  |
| ○    | ペレ                     | 1R 7:16 腕ひしぎ十字固め             | PRIDE.19 | 2002年2月24日  |
| ×    | マット・ヒューズ         | 2R 1:27 KO（バスター）               | UFC 34: High Voltage 【UFC世界ウェルター級タイトルマッチ】                                                          | 2001年11月2日  |
| ○    | パット・ミレティッチ     | 3R 2:50 スタンディングサイドチョーク | UFC 31: Locked and Loaded 【UFC世界ウェルター級タイトルマッチ】                                                     | 2001年5月4日   |
| ×    | デイブ・メネー           | 10分1R終了 判定0-3                   | Shidokan Jitsu: Warriors War 1 【1回戦】                                                                            | 2001年2月8日   |
| ○    | ジョイユ・デ・オリベイラ | 10分2R終了 判定3-0                   | PRIDE.12 | 2000年12月23日 |
| ○    | 佐野なおき               | 1R 0:40 腕ひしぎ十字固め             | PRIDE.9 | 2000年6月4日   |
| ○    | カール・シュミット       | 1R 1:12 腕ひしぎ十字固め             | WEF 9: World Class                                                                                                  | 2000年5月13日  |
| ○    | 松井大二郎               | 10分2R＋延長5分終了 判定3-0          | PRIDE.6 | 1999年7月4日   |
| ○    | 川口健次                 | 1R 5:00 腕ひしぎ十字固め             | 修斗 the Renaxis 1999 "10 Years Anniversary"                                                                        | 1999年5月29日  |
| ×    | 桜庭和志                 | 2R 5:19 膝十字固め                   | PRIDE.3 | 1998年6月24日  |
| ×    | ダン・ヘンダーソン       | 15分1R終了 判定1-2                   | UFC 17: Redemption 【ミドル級トーナメント 決勝】                                                                    | 1998年5月15日  |
| ○    | ボブ・ジルストラップ     | 1R 0:52 三角絞め                     | UFC 17: Redemption 【ミドル級トーナメント 1回戦】                                                                   | 1998年5月15日  |
| ○    | 草柳和宏                 | 1R 2:17 腕ひしぎ十字固め             | 修斗 Las Grandes Viajes 2                                                                                           | 1998年3月1日   |
| ○    | エリック・パーソン       | 1R 0:41 腕ひしぎ十字固め             | VALE TUDO JAPAN '97                                                                                                 | 1997年11月29日 |
| ×    | ジャン・リビエール       | 1R 7:47 ギブアップ（疲労）           | Extreme Fighting 2                                                                                                  | 1996年4月26日  |

### グラップリング
| 勝敗 | 対戦相手         | 試合結果                 | 大会名         | 開催年月日     |
| ○    | クリス・バーンズ | 5R 2:45 腕ひしぎ十字固め | The Contenders | 1997年10月11日 |

## 獲得タイトル
- 第2代UFC世界ウェルター級王座（2001年）

## 表彰
- ブラジリアン柔術 黒帯